# Psacothea nigrostigma
Espèce
Psacothea nigrostigma est une espèce de coléoptères longicornes de la sous-famille des Lamiinae.

## Systématique
Le nom valide complet (avec auteur) de ce taxon est Psacothea nigrostigma Wang (d), Chiang (d) & Zheng (d), 2002.